# Седибенг
Седибенг (сесото Sedibeng) — район провинции Гаутенг (ЮАР). Образован в январе 2001 года. Административный центр — Феринихинг. Согласно данным переписи населения 2001 года, около половины населения района говорит на сесото.

## Административное деление
В состав района Седибенг входят три местных муниципалитета:
- Эмфулени (местный муниципалитет)
- Леседи (местный муниципалитет)
- Мидвааль (местный муниципалитет)